# 1967 en Algérie
Chronologie de l’Algérie
- 1963
- 1964
- 1965
- 1966
- 1967
- 1968
- 1969
- 1970
- 1971

Cet article présente les faits marquants de l'année 1967 en Algérie ou relatifs à l'Algérie; datation selon le calendrier grégorien.

## Événements
- Le taux de croissance est de 7,5 % en moyenne de 1967 à 1973 [1]
- Houari Boumédiène démarre la révolution du secteur de distribution des produits pétroliers dans le cadre des « trois révolutions » (industrielle, agraire et culturelle).
- 3 janvier : l'ex-ministre d'État du GPRA, Mohamed Khider, est assassiné à Madrid où il était exilé.
- 5 février : premières élections locales[2].
- mai 1967 : l'armée française évacue ses bases de Reggane et Béchar[2].
- 20 juillet : Seghier Ben Ali est élu maire de la ville d’Oran.
- 14 au 16 décembre : tentative de coup d'État  ratée de renverser le président algérien Houari Boumédiène par le chef d'état-major de l'Armée nationale populaire algérienne (ANP), le colonel Tahar Zbiri[3]. Le coup d'État est rapidement réprimé par l'utilisation de la puissance aérienne contre les colonnes de chars rebelles[4].

## Sports

### Football
- Équipe d'Algérie de football en 1967
- Championnat d'Algérie de football 1966-1967
- Championnat d'Algérie de football 1967-1968
- Championnat d'Algérie de football de deuxième division 1966-1967
- Championnat d'Algérie de football de deuxième division 1967-1968
- Championnat d'Algérie de football de troisième division 1966-1967
- Championnat d'Algérie de football de troisième division 1967-1968
- Coupe d'Algérie de football 1966-1967
- Coupe d'Algérie de football 1967-1968
- Saison 1966-1967 de l'ASM Oran
- Saison 1967-1968 de l'ASM Oran
- Saison 1966-1967 de l'USM Blida
- Saison 1966-1967 du CR Belcourt
- Saison 1967-1968 du CR Belcourt
- Saison 1966-1967 de l'ES Sétif
- Saison 1967-1968 de l'ES Sétif

## Culture
- Trois Pistolets contre César (titre original : Tre pistole contro Cesare), film italo-algérien d'Enzo Peri (it) sorti en 1967.

## Naissances en 1967
- Naissance en Algérie en 1967

## Décès en 1967
- Décès en Algérie en 1967